# Les Forges (Vosges)
Les Forges és un municipi francès, situat al departament dels Vosges i a la regió del Gran Est. L'any 2007 tenia 2.050 habitants.

## Demografia

### Població
El 2007 la població de fet de Les Forges era de 2.050 persones. Hi havia 780 famílies, de les quals 136 eren unipersonals (41 homes vivint sols i 95 dones vivint soles), 289 parelles sense fills, 293 parelles amb fills i 62 famílies monoparentals amb fills.
La població ha evolucionat segons el següent gràfic:
Habitants censats

### Habitatges
El 2007 hi havia 824 habitatges, 798 eren l'habitatge principal de la família, 6 eren segones residències i 20 estaven desocupats. 765 eren cases i 56 eren apartaments. Dels 798 habitatges principals, 686 estaven ocupats pels seus propietaris, 105 estaven llogats i ocupats pels llogaters i 6 estaven cedits a títol gratuït; 1 tenia una cambra, 10 en tenien dues, 64 en tenien tres, 183 en tenien quatre i 539 en tenien cinc o més. 693 habitatges disposaven pel capbaix d'una plaça de pàrquing. A 277 habitatges hi havia un automòbil i a 492 n'hi havia dos o més.

### Piràmide de població
La piràmide de població per edats i sexe el 2009 era:
| Homes | Edats   | Dones |
| ----- | ------- | ----- |
| 0     | 95 o +  | 0     |
| 0     | 90 a 94 | 0     |
| 0     | 85 a 89 | 4     |
| 4     | 80 a 84 | 4     |
| 16    | 75 a 79 | 24    |
| 40    | 70 a 74 | 20    |
| 24    | 65 a 69 | 52    |
| 40    | 60 a 64 | 32    |
| 56    | 55 a 59 | 32    |
| 80    | 50 a 54 | 104   |
| 96    | 45 a 49 | 76    |
| 92    | 40 a 44 | 104   |
| 80    | 35 a 39 | 84    |
| 40    | 30 a 34 | 64    |
| 36    | 25 a 29 | 8     |
| 44    | 20 a 24 | 28    |
| 84    | 15 a 19 | 76    |
| 108   | 10 a 14 | 56    |
| 76    | 5 a 9   | 56    |
| 40    | 0 a 4   | 24    |

## Economia
El 2007 la població en edat de treballar era de 1.390 persones, 988 eren actives i 402 eren inactives. De les 988 persones actives 909 estaven ocupades (469 homes i 440 dones) i 79 estaven aturades (45 homes i 34 dones). De les 402 persones inactives 180 estaven jubilades, 134 estaven estudiant i 88 estaven classificades com a «altres inactius».

### Ingressos
El 2009 a Les Forges hi havia 755 unitats fiscals que integraven 2.004 persones, la mediana anual d'ingressos fiscals per persona era de 21.951 €.

### Activitats econòmiques
Dels 78 establiments que hi havia el 2007, 2 eren d'empreses alimentàries, 1 d'una empresa de fabricació de material elèctric, 3 d'empreses de fabricació d'altres productes industrials, 19 d'empreses de construcció, 17 d'empreses de comerç i reparació d'automòbils, 2 d'empreses de transport, 5 d'empreses d'hostatgeria i restauració, 1 d'una empresa d'informació i comunicació, 5 d'empreses financeres, 3 d'empreses immobiliàries, 8 d'empreses de serveis, 8 d'entitats de l'administració pública i 4 d'empreses classificades com a «altres activitats de serveis».
Dels 25 establiments de servei als particulars que hi havia el 2009, 1 era una oficina de correu, 1 funerària, 3 tallers de reparació d'automòbils i de material agrícola, 3 paletes, 3 guixaires pintors, 1 fusteria, 3 lampisteries, 2 electricistes, 1 perruqueria, 3 restaurants, 3 agències immobiliàries i 1 saló de bellesa.
Dels 6 establiments comercials que hi havia el 2009, 2 eren fleques, 1 una sabateria, 1 una botiga de material esportiu i 2 floristeries.
L'any 2000 a Les Forges hi havia 3 explotacions agrícoles que ocupaven un total de 153 hectàrees.

## Equipaments sanitaris i escolars
L'únic equipament sanitari que hi havia el 2009 era una farmàcia.
El 2009 hi havia 1 escola maternal i 1 escola elemental.

## Poblacions més properes
El següent diagrama mostra les poblacions més properes.